# Liste der Monuments historiques in Saint-Sauveur (Côte-d’Or)
Die Liste der Monuments historiques in Saint-Sauveur führt die Monuments historiques in der französischen Gemeinde Saint-Sauveur auf.

## Liste der Objekte
| Bezeichnung                                      | Beschreibung                               | Standort                                        | Kennzeichnung | Schutzstatus | Datum | Bild |
| ------------------------------------------------ | ------------------------------------------ | ----------------------------------------------- | ------------- | ------------ | ----- | ---- |
| Abschrankung einer Kapelle                       | Holz, 15. Jahrhundert                      | in der Kirche Ste-Trinité-et-Sate-Ursule (Lage) | PM21002045    | Classé       | 1919  |      |
| Relief Die heilige Ursula mit ihren Gefährtinnen | Kalkstein, farbig gefasst, 16. Jahrhundert | in der Kirche Ste-Trinité-et-Sate-Ursule (Lage) | PM21002046    | Classé       | 1919  |      |